# Otto Walper
Otto Walper (Otho Gaul(t)perius, Rotenburg an der Fulda, 1 de enero de 1543- Lubeca, 28 de diciembre de 1624) filósofo y teólogo  alemán.
Otto Walper estudió en la Universidad de Marburgo, donde ocupó la cátedra de griego y hebreo y se doctoró en la Universidad de Basilea.
Tuvo un hijo y una hija con su esposa Zeitlose Orth.

## Obra
- De Dialectis Graecae linguae praecipuis, Attica, Ionica, Dorica, Aeolica, et coronidis vice nonnulla de proprietate poetica, Spieß, Frankfurt am Main 1589
- Grammatica linguae sanctae, per quaestiones & responsiones duobus libris comprehensa: quorum prior etymologiae: posterior syntaxeos doctrinam cont, Selfisch, Witteberg 1590
- Grammatica Graeca: Ex optimis quibusque autoribus, in usum Academiae Marpurgensis, ceterarumque Scholarum Hussiacarum, per quaestiones & Responsiones concinnata, Egenolff, Marburg 1590
- Dissertatio de incarnatione filii Dei, Johann Balhorn, Lübeck 1595
- Synkrisis sive comparatio logica, utriusque familiae logicae, Romeae scilicet et Aristotelicae, Reusner, Rostock 1599 (Vergleich römischer und aristotelischer Logik)
- Sylloge Vocum Exoticarum, H. E. Hebræarum, Syro-chaldaicarum, Persicarum, Latinarum, & Latinis respondentium, Quae habetur in contextu Græco Testamenti Novi : Cum Interpretatione Etymologica, & rerum utilium adhaerentium commonefactione, Auctore Othone Gualtperio, Selfisch/Henckel, Wittenberg 1608